# Thailändska kronorden

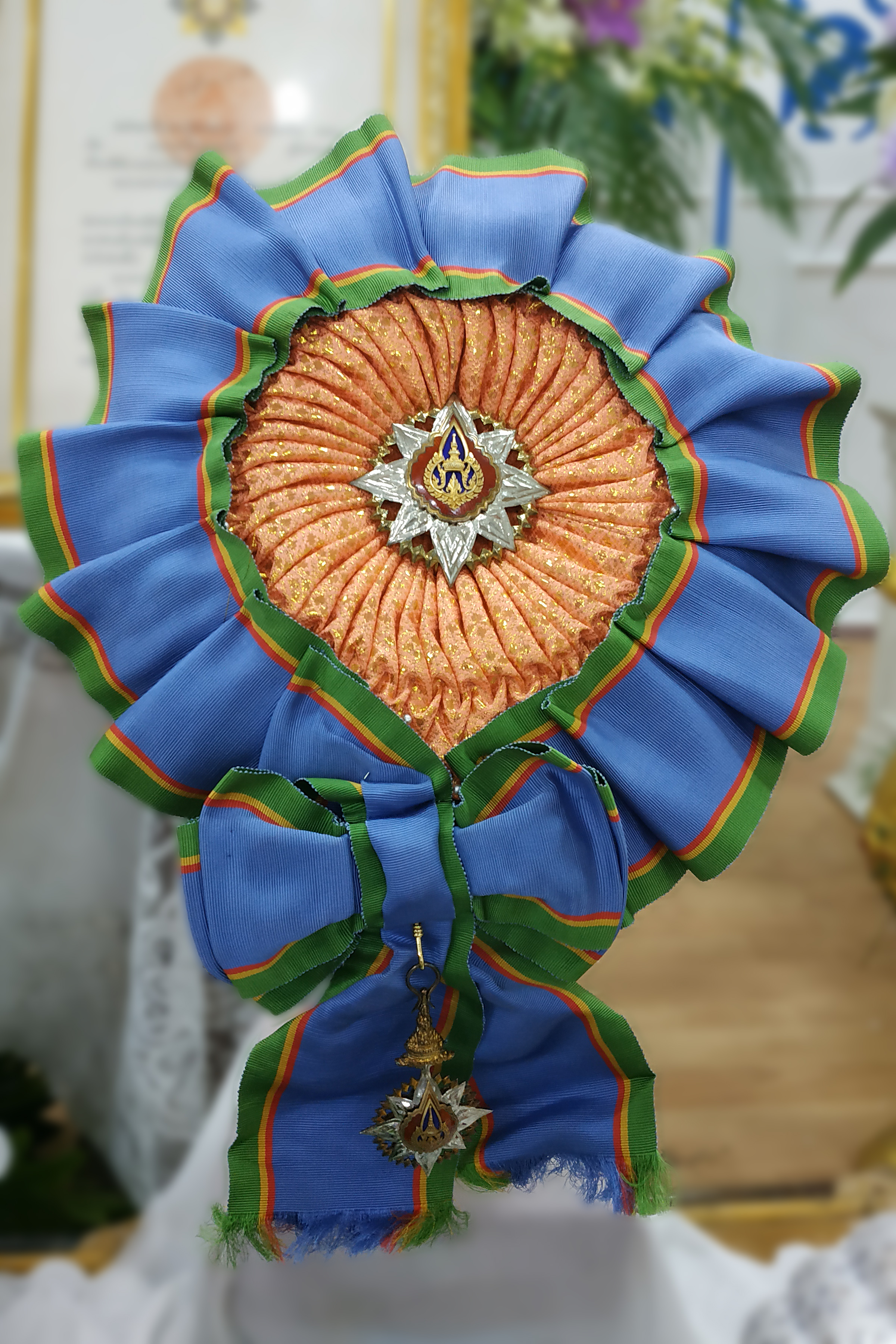
Storkors av Thailändska kronorden

Thailändska kronorden (thai: เครื่องราชอิสริยาภรณ์อันมีเกียรติยศยิ่งมงกุฎไทย, Mongkut-Siam), är en thailändsk orden, ursprungligen i fem klasser, instiftad den 29 december 1869 av kung Chulalongkorn. Nu har orden 8 klasser efter att  Guld- och Silvermedaljerna infördes 1902 samt att special klassen infördes 1918.
| Band | Klass                     | Namn                                           | Titulatur | Äldre namn                 | datum       | Klass i kungligt ceremoniel |
| ---- | ------------------------- | ---------------------------------------------- | --------- | -------------------------- | ----------- | --------------------------- |
|      | Storkors (Special klass)  | มหาวชิรมงกุฎ (Maha Vajira Mongkut)               | KGCT      |                            | 30 Dec 1918 | 9                           |
|      | Storkors (1 klass)        | ประถมาภรณ์มงกุฎไทย (Prathamabhorn Mongkut Thai)  | GCCT      | มหาสุราภรณ์ (Maha Surabhorn) | 1869        | 11                          |
|      | Kommendör 1. kl (2 klass) | ทวีติยาภรณ์มงกุฎไทย (Dvitiyabhorn Mongkut Thai)    | KCT       | จุลสุราภรณ์ (Chulasurabhorn)  | 1869        | 16                          |
|      | Kommendör (3 klass)       | ตริตาภรณ์มงกุฎไทย (Tritabhorn Mongkut Thai)       | CCT       | มัณฑนาภรณ์ (Mandanabhorn)    | 1869        | 24                          |
|      | Riddare 1. kl (4 klass)   | จัตุรถาภรณ์มงกุฎไทย (Chatturathaphon Mongkut Thai) | OCT       | ภัทราภรณ์ (Bhadrabhorn)      | 1869        | 29                          |
|      | Riddare (5 klass)         | เบญจมาภรณ์มงกุฎไทย (Benchamaphon Mongkut Thai)   | MCT       | วิจิตราภรณ์ (Vichitrabhorn)   | 1869        | 34                          |
|      | Guldmedalj (6 klass)      | เหรียญทองมงกุฎไทย (Rian Thong Mongkut Thai)      | GMCT      |                            | 20 Jul 1902 | 53                          |
|      | Silvermedalj (7 klass)    | เหรียญเงินมงกุฎไทย (Rian Ngoen Mongkut Thai)      | SMCT      |                            | 20 Jul 1902 | 56                          |